# گوو یوهوا
گوو یوهوا (انگلیسی: Guo Yuehua؛ زادهٔ ۱۹۵۶) یک بازیکن تنیس روی میز اهل جمهوری خلق چین است.
وی در مسابقات کشوری و بین‌المللی در مجموع برنده ۱۵ مدال طلا، ۹ مدال نقره، ۴ مدال برنز شده است.